# Бернхард Тессманн
Бернхард Роберт Тессман (нім. Bernhard Robert Tessmann) (* 15 серпня 1912, Цингст; † 19 грудня 1998 або 2 січня 1999, Гантсвілл, Алабама, Сполучені Штати) — німецько-американський ракетний експерт.
Його батько працював в УФА.
Після зустрічі з Вернером фон Брауном у 1935 році він приїхав до Пенемюнде наприкінці 1936 року та керував конструкцією та машинним випробуванням випробувального стенда I. Він також працював над аеродинамічними трубами та вимірюванням тяги ракети A4 (V2). Після бомбардування в серпні 1943 року він був евакуйований у Кельпінзе. Тут він розробив обладнання для мобільних установок V2 і брав участь у плануванні цементного проекту. Оскільки наприкінці війни фон Браун побоювався, що СС залишить після себе спалену землю, Тессманн разом з Дітером Гузелем приховав плани V2 3 березня. Квітень 1945 року в залізній шахті в горах Гарц.
Він потрапив до США в рамках операції «Скріпка». З січня 1947 року Тессманн працював у ракетній команді у Форт-Блісс, потім на ракетному полігоні Уайт-Сандс і пізніше в Гантсвіллі. З 1960 року він був заступником директора відділу випробувань Центру космічних польотів Маршалла.
Разом зі своєю дружиною Ільзою Е. Тессманн він заснував музичну стипендію Ільзи та Бернхарда Тессманн.